# Neobidessus bordoni
Neobidessus bordoni är en skalbaggsart som beskrevs av Young 1981. Neobidessus bordoni ingår i släktet Neobidessus och familjen dykare. Inga underarter finns listade i Catalogue of Life.